# 森峰一
森 峰一（もり みねいち、1883年（明治16年）12月5日 - 1950年（昭和25年）10月2日）は、大正から昭和前期の実業家、政治家。衆議院議員。

## 経歴
佐賀県西松浦郡新村（有田村、東有田町を経て現：有田町）で、森友次郎の二男として生まれる。麻布中学校で学んだ。清国天津で中国語を学んだ。
天津で商業を営み、南満州安東県（現：遼寧省東港市）で貿易、鉱山業（青城子鉱山）を経営した。その後、佐賀県西松浦郡有田町で陶磁器製造業を営み森製陶社長に就任した。
1928年（昭和3年）2月、第16回衆議院議員総選挙に佐賀県第2区から立憲民政党公認で出馬して初当選。以後、第18回総選挙まで再選され、衆議院議員に連続3期在任した。この間、国民同盟の趣旨に賛同して入党した。

## 国政選挙歴
- 第15回衆議院議員総選挙（佐賀県第5区、1924年5月、憲政会公認）次点落選[9]
- 第16回衆議院議員総選挙（佐賀県第2区、1928年2月、立憲民政党公認）当選[8]
- 第17回衆議院議員総選挙（佐賀県第2区、1930年2月、立憲民政党公認）当選[10]
- 第18回衆議院議員総選挙（佐賀県第2区、1932年2月、立憲民政党公認）当選[11]
- 第19回衆議院議員総選挙（佐賀県第2区、1936年2月、国民同盟公認）落選[12]
- 第21回衆議院議員総選挙（佐賀県第2区、1942年4月、翼賛政治体制協議会非推薦）落選[13]